# 곽승 (후한)
곽승(郭勝, ? ~ 189년)은 후한 말의 정치가이다.

## 생애
환관이자 십상시들 중의 한 사람이다.
후한 영제가 국정을 어지럽힌 간신 집단 십상시들 중 한 명으로 189년 십상시의 난 때 대장군 하진을 암살하려다가 실패한 동료 건석을 죽였다. 그러나 하진이 십상시들에게 암살되자 이에 분노한 군사들이 궁궐로 난입하면서 취화루 아래에서 조충, 정광, 하운과 함께 살해당했다.